# Southend West (circonscription britannique)
Circonscription parlementaire de la Chambre des communes
La circonscription de Southend West est une circonscription électorale anglaise située dans l'Essex.
La circonscription est représentée par la députée Anna Firth du Parti conservateur depuis une élection partielle le 3 février 2022. Son prédécesseur est David Amess, du même parti, qui fut assassiné le 15 octobre 2021.

## Géographie
La circonscription comprend:
- La partie ouest de la ville de Southend-on-Sea, incluant le quartier de Westcliff-on-Sea
- La ville de Leigh-on-Sea

## Députés
Les Members of Parliament (MPs) de la circonscription sont:
| Législature                     | Années    | Député       | Député        | Parti        |
| ------------------------------- | --------- | ------------ | ------------- | ------------ |
| Southend West issue de Southend |           |              |               |              |
| 39e                             | 1950–1951 |              | Henry Channon | Conservateur |
| 40e                             | 1951–1955 |              | Henry Channon | Conservateur |
| 41e                             | 1955–1957 |              | Henry Channon | Conservateur |
| 42e                             | 1959–1959 |              | Henry Channon | Conservateur |
| 42e                             | 1959-1964 | Paul Channon |               | Conservateur |
| 43e                             | 1964–1966 | Paul Channon |               | Conservateur |
| 44e                             | 1966–1970 | Paul Channon |               | Conservateur |
| 45e                             | 1970–1974 | Paul Channon |               | Conservateur |
| 46e                             | 1974–1974 | Paul Channon |               | Conservateur |
| 47e                             | 1974–1979 | Paul Channon |               | Conservateur |
| 48e                             | 1979–1983 | Paul Channon |               | Conservateur |
| 49e                             | 1983–1987 | Paul Channon |               | Conservateur |
| 50e                             | 1987–1992 | Paul Channon |               | Conservateur |
| 51e                             | 1992–1997 | Paul Channon |               | Conservateur |
| 52e                             | 1997–2001 | David Amess  |               | Conservateur |
| 53e                             | 2001–2005 | David Amess  |               | Conservateur |
| 54e                             | 2005–2010 | David Amess  |               | Conservateur |
| 55e                             | 2010–2015 | David Amess  |               | Conservateur |
| 56e                             | 2015–2017 | David Amess  |               | Conservateur |
| 57e                             | 2017–2019 | David Amess  |               | Conservateur |
| 58e                             | 2019–2021 | David Amess  |               | Conservateur |
| 58e                             | 2021–     | Anna Firth   |               | Conservateur |